# Ton Bakkeren
Ton Bakkeren (ur. 28 kwietnia 1960) – holenderski brydżysta, World International Master (WBF), European Master oraz European Champion w kategorii Open (EBL).
Ton Bakkeren od roku 2012 jest trenerem reprezentacji Holandii.

## Wyniki brydżowe

### Olimpiady
Na olimpiadach uzyskał następujące rezultaty:
| Olimpiady Brydżowe. Zawody teamów | Olimpiady Brydżowe. Zawody teamów | Olimpiady Brydżowe. Zawody teamów | Olimpiady Brydżowe. Zawody teamów | Olimpiady Brydżowe. Zawody teamów | Olimpiady Brydżowe. Zawody teamów |
| Rok                               | Miejsce                           | Zawody                            | Kategoria                         | Drużyna                           | Pozycja                           |
| --------------------------------- | --------------------------------- | --------------------------------- | --------------------------------- | --------------------------------- | --------------------------------- |
| 2008                              | Pekin                             | 1. Olimpiada Sportów Umysłowych   | Open                              | Netherlands                       | 5                                 |

### Zawody światowe
W światowych zawodach zdobył następujące lokaty:
| Mistrzostwa Świata. Konkurencja teamów | Mistrzostwa Świata. Konkurencja teamów | Mistrzostwa Świata. Konkurencja teamów | Mistrzostwa Świata. Konkurencja teamów | Mistrzostwa Świata. Konkurencja teamów | Mistrzostwa Świata. Konkurencja teamów |
| Rok                                    | Miejsce                                | Zawody                                 | Kategoria                              | Drużyna                                | Pozycja                                |
| -------------------------------------- | -------------------------------------- | -------------------------------------- | -------------------------------------- | -------------------------------------- | -------------------------------------- |
| 2011                                   | Veldhoven                              | 40. Mistrzostwa Świata Teamów          | Trans                                  | Onstein                                | 5                                      |
| 2010                                   | Filadelfia                             | 13. Seria Mistrzostw Świata            | Open                                   | Berg                                   | 17                                     |
| 2009                                   | São Paulo                              | 39. Mistrzostwa Świata Teamów          | Open                                   | Netherlands                            | 5                                      |
| 2007                                   | Szanghaj                               | 38. Mistrzostwa Świata Teamów          | Open                                   | Netherlands                            | 3                                      |
| 2006                                   | Werona                                 | 12. Mistrzostwa Świata                 | Open                                   | Orange                                 | 17                                     |
| 2005                                   | Estoril                                | 37. Mistrzostwa Świata Teamów          | Trans                                  | Orange 1                               | 58                                     |
| 2005                                   | Estoril                                | 37. Mistrzostwa Świata Teamów          | Open                                   | Netherlands                            | 10                                     |
| 2002                                   | Montreal                               | 11. Mistrzostwa Świata                 | Open                                   | Muller                                 | 17                                     |

| Mistrzostwa Świata. Konkurencja par | Mistrzostwa Świata. Konkurencja par | Mistrzostwa Świata. Konkurencja par | Mistrzostwa Świata. Konkurencja par | Mistrzostwa Świata. Konkurencja par | Mistrzostwa Świata. Konkurencja par |
| Rok                                 | Miejsce                             | Zawody                              | Kategoria                           | Partner                             | Pozycja                             |
| ----------------------------------- | ----------------------------------- | ----------------------------------- | ----------------------------------- | ----------------------------------- | ----------------------------------- |
| 2010                                | Filadelfia                          | 13 Mistrzostwa Świata               | Miksty                              | Carla Arnolds                       | 74                                  |
| 2006                                | Werona                              | 12 Mistrzostwa Świata               | Open                                | Huub Bertens                        | 40                                  |
| 2006                                | Werona                              | 12 Mistrzostwa Świata               | Miksty                              | Carla Arnolds                       | 15                                  |
| 2002                                | Montreal                            | 11 Mistrzostwa Świata               | Open                                | Huub Bertens                        | 51                                  |

### Zawody europejskie
W europejskich zawodach zdobył następujące lokaty:
| Zawody europejskie. Konkurencja teamów | Zawody europejskie. Konkurencja teamów | Zawody europejskie. Konkurencja teamów | Zawody europejskie. Konkurencja teamów | Zawody europejskie. Konkurencja teamów | Zawody europejskie. Konkurencja teamów |
| Rok                                    | Miejsce                                | Zawody                                 | Kategoria                              | Drużyna                                | Pozycja                                |
| -------------------------------------- | -------------------------------------- | -------------------------------------- | -------------------------------------- | -------------------------------------- | -------------------------------------- |
| 2011                                   | Poznań                                 | 5. Otwarte Mistrzostwa Europy          | Miksty                                 | Vriend                                 | 2                                      |
| 2011                                   | Bad Honnef                             | 10 Puchar Europy                       | Open                                   | Onstein 2                              | 9                                      |
| 2009                                   | San Remo                               | 4 Otwarte Mistrzostwa Europy           | Miksty                                 | Vriend                                 | 5                                      |
| 2009                                   | San Remo                               | 4 Otwarte Mistrzostwa Europy           | Open                                   | Net Red                                | 5                                      |
| 2008                                   | Pau                                    | 49 Mistrzostwa Europy Teamów           | Open                                   | Netherlands                            | 6                                      |
| 2007                                   | Wrocław                                | 6 Puchar Europy                        | Open                                   | Bcm-Netherlands                        | 10                                     |
| 2007                                   | Antalya                                | 3 Otwarte Mistrzostwa Europy           | Open                                   | Orange 1                               | 5                                      |
| 2006                                   | Warszawa                               | 48 Mistrzostwa Europy Teamów           | Open                                   | Netherlands                            | 5                                      |
| 2005                                   | Bruksela                               | 4 Puchar Europy Teamów                 | Open                                   | Bcm-Netherlands                        | 5                                      |
| 2005                                   | Teneryfa                               | 2 Otwarte Mistrzostwa Europy           | Open                                   | Orange 1                               | 1                                      |
| 2004                                   | Barcelona                              | 3 Puchar Europy                        | Open                                   | Bcm-Netherlands                        | 4                                      |
| 2004                                   | Malmö                                  | 47 Mistrzostwa Europy Teamów           | Open                                   | Netherlands                            | 6                                      |
| 2003                                   | Mentona                                | 1 Otwarte Mistrzostwa Europy           | Open                                   | Net Bertens                            | 86                                     |
| 2002                                   | Warszawa                               | 1 Puchar Europy Teamów                 | Open                                   | Netherlands                            | 5                                      |

| Zawody europejskie. Konkurencja par | Zawody europejskie. Konkurencja par | Zawody europejskie. Konkurencja par | Zawody europejskie. Konkurencja par | Zawody europejskie. Konkurencja par | Zawody europejskie. Konkurencja par |
| Rok                                 | Miejsce                             | Zawody                              | Kategoria                           | Partner                             | Pozycja                             |
| ----------------------------------- | ----------------------------------- | ----------------------------------- | ----------------------------------- | ----------------------------------- | ----------------------------------- |
| 2009                                | San Remo                            | 4 Otwarte Mistrzostwa Europy        | Open                                | Huub Bertens                        | 25                                  |
| 2009                                | San Remo                            | 4 Otwarte Mistrzostwa Europy        | Miksty                              | Carla Arnolds                       | 229                                 |
| 2007                                | Antalya                             | 3 Otwarte Mistrzostwa Europy        | Open                                | Huub Bertens                        | 176                                 |
| 2005                                | Teneryfa                            | 2 Otwarte Mistrzostwa Europy        | Open                                | Huub Bertens                        | 5                                   |
| 2003                                | Mentona                             | 1 Otwarte Mistrzostwa Europy        | Open                                | Huub Bertens                        | 252                                 |
| 2001                                | Sorrento                            | 11 Mistrzostwa Europy Par           | Open                                | Huub Bertens                        | 57                                  |
| 1999                                | Warszawa                            | 10 Mistrzostwa Europy Par           | Open                                | Frank Bakkeren                      | 190                                 |
| 1994                                | Barcelona                           | 3 Mistrzostwa Europy Mikstów        | Miksty                              | Maria van der List                  | 232                                 |